# Dickebusch New Military Cemetery
Dickebusch New Military Cemetery is een Britse militaire begraafplaats met gesneuvelden uit de Eerste Wereldoorlog, gelegen in het Belgische dorp Dikkebus (Ieper). De begraafplaats ligt ongeveer 240 m ten zuiden van de dorpskerk en werd ontworpen door Edwin Lutyens. Ze wordt onderhouden door de Commonwealth War Graves Commission. Deze begraafplaats vormt samen met de tegenover liggende Dickebusch New Military Cemetery Extension één geheel, zoals de plaatsing van het Cross of Sacrifice in de "Extension" en de Stone of Remembrance in het oorspronkelijke deel, aangeeft. De oppervlakte van beide delen is samen ongeveer 4.075 m² en worden aan de straatzijde afgebakend door een natuurstenen muur. De andere zijden worden begrensd door een haag en een boordsteen. In de onmiddellijke nabijheid ligt de Dickebusch Old Military Cemetery.
Er worden 624 doden herdacht waaronder 8 niet geïdentificeerde.

## Geschiedenis
Toen Dickebusch Old Military Cemetery volzet was werd in februari 1915 met deze begraafplaats gestart door gevechtseenheden en medische posten (field ambulances) en bleef in gebruik tot mei 1917. In maart en april 1918 werden nog enkele graven aan toegevoegd. 
Er liggen nu 529 Britten (waarvan er 8 niet geïdentificeerd konden worden), 11 Australiërs en 84 Canadezen begraven.

## Graven
- Luitenant Robert William Sterling was een Engels dichter.[1] Hij sneuvelde op 23 april 1915 in de leeftijd van 21 jaar. Ook zijn broer John sneuvelde in deze oorlog. Hij wordt herdacht in het Loos Memorial.
- De broers Cyril en Horace Hill sneuvelden op dezelfde dag (30 april 1916) en liggen naast elkaar begraven. Zij werden resp. 19 en 22 jaar.

### Onderscheiden militairen
- Percy William Norman Fraser, kapitein bij de Cameron Highlanders werd onderscheiden met de Distinguished Service Order (DSO).
- Compagnie sergeant-majoor John Wilson Mann en de korporaals D. Marshall en K. Weir werden onderscheiden met de Distinguished Conduct Medal (DCM). Laatstgenoemde ontving ook nog de Military Medal (DCM, MM)
- sergeant James Henry Saunders ontving de Military Medal (MM).

### Minderjarige militairen
- schutter Alexander George Mackenzie was slechts 16 jaar toen hij op 4 april 1915 sneuvelde.
- de soldaten Walter James Davey, H. Lucas en J. Parkinson waren slechts 17 jaar toen ze sneuvelden.

### Aliassen
- soldaat Joseph Morton Dodds diende onder het alias J. Morton bij het Middlesex Regiment.
- soldaat Walter John Richards diende onder het alias J. Thomas bij de Duke of Cornwall's Light Infantry.

### Gefusilleerde militair
- Joseph Stanley Fox, korporaal bij het 1st Bn. Wiltshire Regiment werd wegens desertie gefusilleerd op 20 april 1915. Hij was 20 jaar.[2]

Deze begraafplaats werd in 2009 als monument beschermd.